# Hydriomena multangulata
Hydriomena multangulata là một loài bướm đêm trong họ Geometridae.